# Mehdi Bouloussa
Mehdi Bouloussa (15 mei 1995) is een Frans / Algerijns professioneel tafeltennisser. Hij komt uit voor Algerije. Hij speelt rechtshandig met de shakehandgreep.
Hij zal Algerije vertegenwoordigen op de Olympische Zomerspelen 2024 in Parijs.